# Garnat-sur-Engièvre
Garnat-sur-Engièvre ist eine französische Gemeinde mit 672 Einwohnern (Stand: 1. Januar 2022) im Département Allier in der Region Auvergne-Rhône-Alpes. Sie gehört zum Arrondissement Moulins und zum Kanton Dompierre-sur-Besbre.

## Geographie

### Lage
Garnat-sur-Engièvre liegt etwa 26 Kilometer ostnordöstlich von Moulins in der Landschaft Sologne Bourbonnaise an der Loire, die die Gemeinde im Osten begrenzt, sowie am namengebenden Flüsschen Engièvre.

### Nachbargemeinden
Umgeben ist Garnat-sur-Engièvre von den Nachbargemeinden Saint-Martin-des-Lais im Norden, Lesme im Osten, Bourbon-Lancy im Osten und Südosten, Beaulon im Süden sowie Paray-le-Frésil im Westen.

## Bevölkerungsentwicklung
| Jahr      | 1962 | 1968 | 1975 | 1982 | 1990 | 1999 | 2006 | 2019 |
| Einwohner | 696  | 786  | 762  | 722  | 715  | 734  | 721  | 710  |

## Sehenswürdigkeiten
- Kirche Saint-Germain